# Cavriago
Cavriago est une commune italienne de la province de Reggio d'Émilie dans la région Émilie-Romagne en Italie.

## Administration
| Période                                  | Période | Identité | Étiquette | Qualité |
| ---------------------------------------- | ------- | -------- | --------- | ------- |
|                                          |         |          |           |         |
| Les données manquantes sont à compléter. |         |          |           |         |

### Hameaux
Case Nuove, Corte Tegge, Quercioli

### Communes limitrophes
Bibbiano

## Personnalités liées à la commune
- La femme politique Carmen Zanti (1923-1979) y est née.